# Тихонов, Юрий Сергеевич
Юрий Сергеевич Тихонов (14 июня 1938, Киев — 4 сентября 2019, Санкт-Петербург) — советский и российский прокурор, учёный-правовед, кандидат юридических наук, заслуженный юрист РСФСР (1982), почетный работник прокуратуры СССР (1984), специалист в области криминалистики, писатель, сценарист, член Международной ассоциации писателей.

## Биография
Родился 14 июня 1938 года в городе Киев.
После окончания школы работал слесарем, монтером.
В 1963 году окончил Харьковский юридический институт и получил назначение в прокуратуру Рязанской области.
С февраля 1964 — работал в прокуратуре Рязанской области в должности следователя прокуратуры Рязанского и Железнодорожного районов, старшим помощником прокурора области по делам несовершеннолетних, заместителем, первым заместителем прокурора области.
В 1970 г. окончил аспирантуру Саратовского юридического института.
Область научных исследований — криминалистическая методика. В 1970 году защитил диссертацию на тему «Расследование и предупреждение преступных нарушений правил при производстве строительных работ» (научный руководитель — Рассейкин Д.П.).
Автор ряда художественных книг. Его повесть «Следствием установлено…» (1984) экранизирована в 1987 году. Фильм, снятый режиссером А. Муратовым, получил название «Исполнить всякую правду». Ю. С. Тихонов являлся одним из сценаристов данной кинокартины.
Также является сценаристом двух короткометражных картин («Веселая прогулка» (1968), «Приятный сюрприз» (1969).
Умер 4 сентября 2019 года в Санкт-Петербурге.

### Награды и звания
- 1982 — заслуженный юрист РСФСР.
- 1984 — почетный работник прокуратуры СССР.
- 2013 — награжден медалью «Ветеран прокуратуры».

## Основные труды

### Диссертация и автореферат
- Тихонов Ю. С. Расследование и предупреждение преступных нарушений правил при производстве строительных работ. Дис. … канд. юрид. наук. — Саратов, 1970. — 260 с.
- Тихонов Ю. С. Расследование и предупреждение преступных нарушений правил при производстве строительных работ. Автореферат дис. … канд. юрид. наук. — Саратов, 1970. — 18 с.

### Книги, монографии
- Тихонов Ю. С. Судебно-психологическая экспертиза в судопроизводстве по делам несовершеннолетних. — Рязань, 1975.
- Тихонов Ю. С. Рассмотрение первоначальных материалов и возбуждение уголовных дел о преступлениях несовершеннолетних. — Рязань, 1976.

### Статьи
- Тихонов Ю. С. Общественность в предупреждении преступных нарушений правил техники безопасности // Социалистическая законность. — 1969 — № 10. — С. 45-46.
- Тихонов Ю. С. Несчастный случай. Кто за него ответит? // Советская Россия. — 1969. 18 декабря.
- Тихонов Ю. С. О необходимости критического отношения к заключению экспертизы // Следственная практика. — М., 1969. — С. 57-63.
- Тихонов Ю. С. Некоторые вопросы объективной стороны преступления, предусмотренного ст. 215 УК РСФСР // Ученые записки: Сборник работ аспирантов и соискателей. Вып. 19: Ч. 2. — С. 190—197.
- Тихонов Ю. С., Ушатиков А. И. Социально-психологическая адаптация несовершеннолетних правонарушителей, отбывших наказание // Социально-психологическое изучение личности несовершеннолетних, совершивших преступления. Сборник научных трудов. М.: Изд-во Всесоюзного ин-та по изучению причин и разработке мер предупреждения преступности, 1977. — С. 110—121.
- Тихонов Ю. С. Особенности возбуждения уголовного дела о преступлениях несовершеннолетних // Вопросы борьбы с преступностью. — 1978. № 29. — С. 92-100.
- Тихонов Ю. С., Ушатиков А. И. Особенности криминогенного влияния неблагополучных семей на формирование личности подростков и некоторые вопросы типологии // Типология личности преступника и индивидуальное предупреждение преступлений. М., — 1979. — С. 88-99.

### Художественные произведения
- Тихонов Ю. С. Случай на прорве // Искатель. — 1982. — 84-127 с.
- Тихонов Ю. С. Случай на прорве. — Москва: Московский рабочий, 1983. — 224 с. (тираж 50000 экз)
- Тихонов Ю. С. Следствием установлено.... — Москва: Юридическая литература, 1984. — 184 с.
- Тихонов Ю. С. Третий выстрел // Поединок. Вып. 11. — Москва: Московский рабочий, 1985. — 109-196 с.
- Тихонов Ю. С. Абитуриенты вне очереди // Протест прокурора. — Москва: Московский рабочий, 1986. — 191-221 с. (тираж 100000 экз)
- Тихонов Ю. С. Следствием установлено... // Роман-газета № 10. — 1986. — 1-53 с.

## Фильмография
- 1968 — Весёлая прогулка (короткометражный, сценарист).
- 1969 — Приятный сюрприз (короткометражный, сценарист).
- 1987 — Исполнить всякую правду (сценарист).

## Критика
Повесть «Следствием установлено…», вышедшая отдельной книгой в 1984 г., а позднее опубликованная в «Роман-газета» № 10 (1040) за 1986 г., рассказывающая как и в предыдущей книге Ю. С. Тихонова о следователе Вячеславе Вершинине, стала объектом критики со стороны читателей.
В рамках объявленного "Литературной газетой" конкурса «Рецензия», ученица 10 класса школы г. Львова Виктория Манн в своей статье «Набор из полуправды» отмечает обезличенность персонажей книги:

 … обезличены не только нарушители закона. Вполне «никакими» можно назвать и остальных персонажей. Здесь и генеральный директор объединения Мартьянов, принципиальность которого окончилась, как только он начал бояться за свою репутацию, и коммунист Охочий — «человек…исключительно осторожный», опасающийся стать героем фельетона, и директор Кулешов, допускающий ошибки и перегибы, и прокурор области Аверкин, не совсем доверяющий своим сотрудникам, и даже секретарь обкома Рюмин…

Оценивая повесть в целом, В. Манн пишет:

 «Набором из полуправды» называет Вершинин «жанр» анонимок. Эти слова можно отнести и к самой повести Ю. Тихонова, в которой есть неплохая завязка, но нет ее развития, есть много персонажей, но нет характеров, есть преступления, но нет вскрытия их причин…